# Birgid Helmy

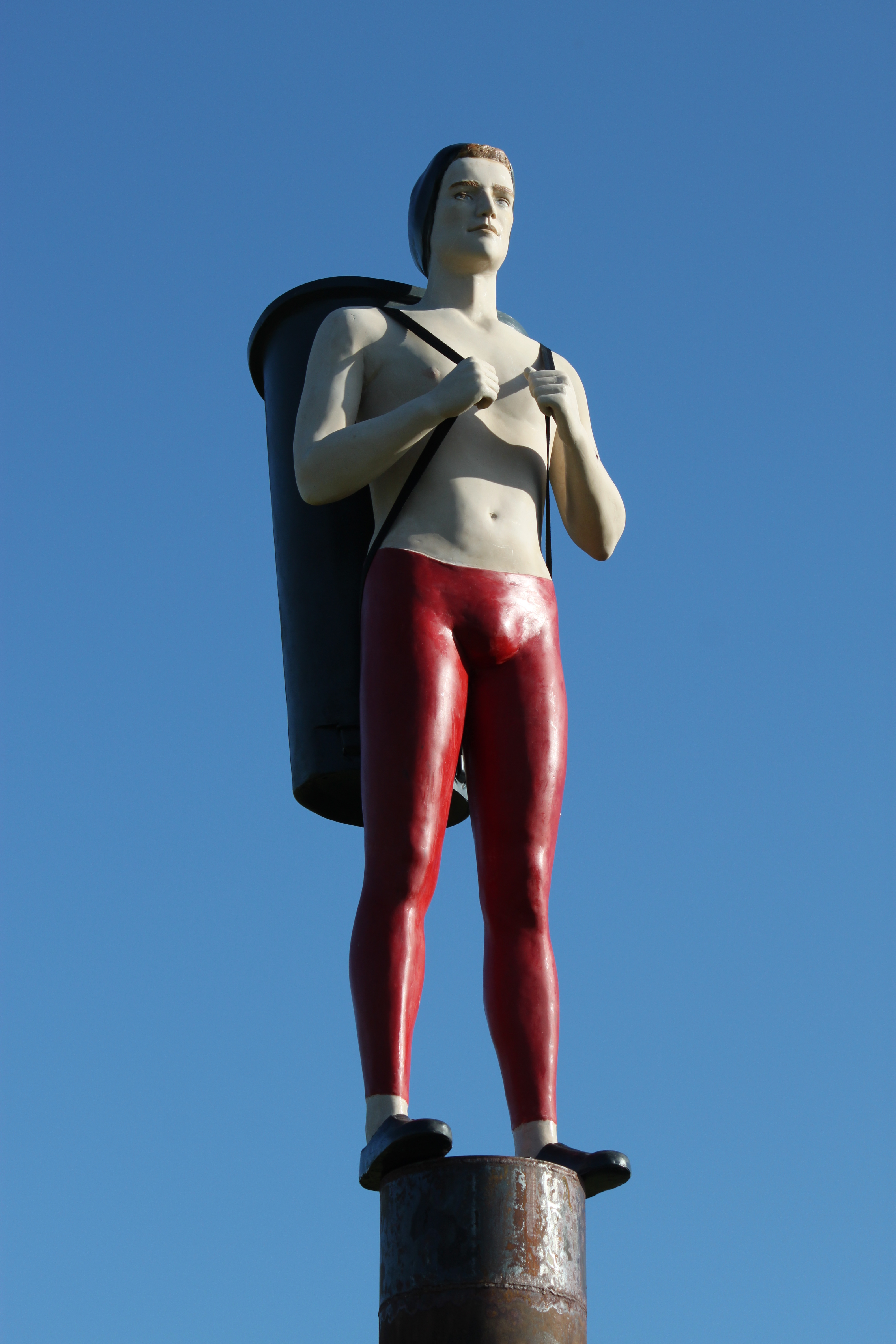
Skulptur Sohn aus Polymerharz auf dem Skulpturenweg Worms-Abenheim (2014)

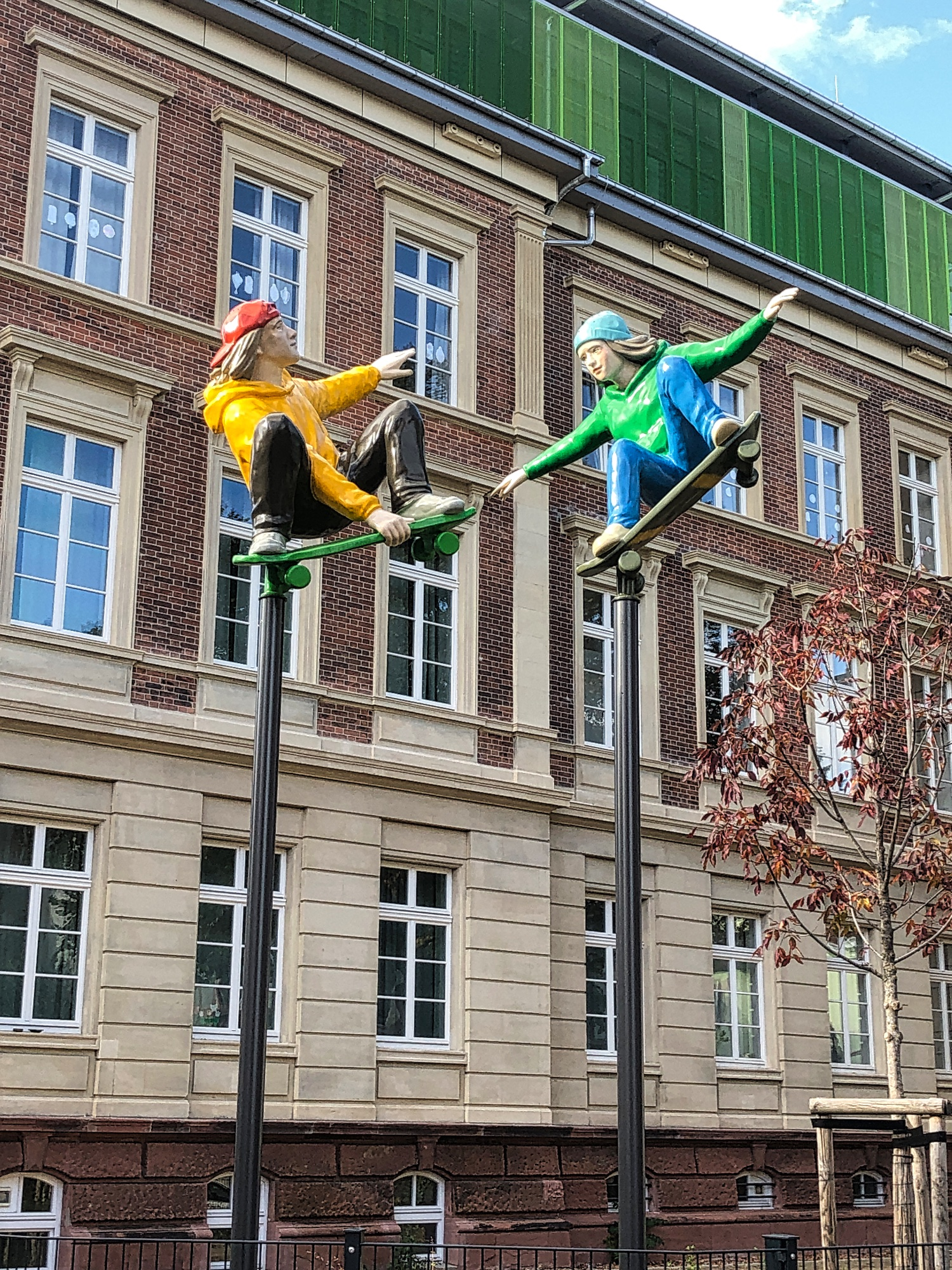
Doppelskulptur Skater an der Karmeliter-Realschule Worms (2023)

Birgid Helmy (* 1957 in Wiesbaden) ist eine deutsche Bildhauerin.

## Leben
Birgid Helmy studierte zunächst Sozialpädagogik mit dem Schwerpunkt Theaterpädagogik an der Fachhochschule Wiesbaden und ergänzte dieses Studium durch eine kunsttherapeutische Weiterbildung. 1995 begann sie mit dem Studium der Bildhauerei an der Akademie für Bildende Künste Mainz bei Christa Biederbick. Zwischen 1995 und 1999 absolvierte sie mehrere Arbeitsaufenthalte an der Bildhauerakademie in Carrara bei Pietrasanta in Italien. Im Jahr 2001 erhielt sie ein Förderstipendium der Johannes Gutenberg-Universität Mainz und wurde 2002 Meisterschülerin von Christa Biederbick.
Birgid Helmy schafft vorwiegend plastisch modellierte Skulpturen für kleine und große Räume. Von 2002 bis 2006 war sie an dem soziokulturellen Projekt Mehr Demokratie und Toleranz in Wiesbaden beteiligt.
Birgid Helmy lebt und arbeitet in Wiesbaden und Eltville am Rhein.

## Auszeichnungen
- 2002: Kunstpreis Eisenturm, Mainz
- 2006: 1. Preis der Ausschreibung Kunst am Bau für die Deutsche Botschaft in Warschau

## Ausstellungen
Einzelausstellungen
- 2000: Kunstverein Eisenturm Mainz
- 2003: Kunstverein Rüsselsheim
- 2007: Nationales Sport- und Olympiamuseum Deutschland, Köln
- 2007: Oberfinanzdirektion und Hessisches Immobilienmanagement, Frankfurt am Main
- 2008: Kunstverein Worms
- 2008: Kunstverein Essenheim
- 2008: EuroHypo Deutschlandzentrale, Eschborn
- 2009: Stadtwerke Düsseldorf
- 2010: Skulpturenforum Isernhagen
- 2010: Kunsthaus Hannover
- 2011: Galerie Südhessen, Regierungspräsidium Darmstadt

Gruppenausstellungen
- 1997: Gemeinschaftsausstellung der Klasse Biederbick, Landtag Rheinland-Pfalz
- 2000: Sparkasse Mainz
- 2001: Stadt(s)kul(p)tur, Rüsselsheim
- 2002: Wahnsinn, Stadtmuseum Altes Rathaus, Ingelheim
- 2002: Hessiale, Gießen
- 2002: Gangart, Bischofsheim
- 2003: Selbst – im weitesten Sinne, Kunstverein Marburg
- 2004: Künstlermesse Rheinland-Pfalz, Mainz
- 2005: Hessiale 2005, Kulturbahnhof, Kassel
- 2006: Künstlermesse Rheinland-Pfalz
- 2010: Inklusionen, Kloster Eberbach, Eltville am Rhein

## Öffentliche Ankäufe
- 2004: Staatskanzlei Hessen
- 2004: Stadt Rüsselsheim
- 2006: Morgan Stanley, Frankfurt am Main
- 2006: Finanzamt Gelnhausen
- 2007: Finanzministerium Hessen, Wiesbaden
- 2006: bauverein AG, Darmstadt
- 2007: Barclays Bank, Frankfurt
- 2008: Stadt Neuwied
- 2008: Ministerium für Bildung, Wissenschaft, Jugend und Kultur Rheinland-Pfalz
- 2009: Stadt Wiesbaden
- 2010: Hessisches Baumanagement